# Gino de Pellegrín
Gino de Pellegrín (ur. 7 września 1926 w Bariloche, zm. 26 maja 2004 tamże) – argentyński narciarz alpejski.
Dwukrotnie startował na igrzyskach olimpijskich: w 1948 był 91. w zjeździe z czasem 4:25,2 s, 43. w slalomie z czasem 2:53,3 s i 60. w kombinacji z wynikiem 73,29 pkt, natomiast w 1952 zajął 70. miejsce w zjeździe z czasem 4:02,0 s i 66. w slalomie gigancie z czasem 3:09,5 s. Reprezentował Club Andino Bariloche.
Był żonaty z Nieves Monti, z którą miał dwóch synów. Zmarł 26 maja 2004 w Bariloche na raka, a pochowany został dwa dni później na Cementerio del Montañés u podnóży Cerro López.